# ماك هيرون
ماك هيرون (بالإنجليزية: Mack Herron)‏ هو لاعب كرة قدم كندية أمريكي، ولد في 24 يوليو 1948 في بيلوكسي في الولايات المتحدة، وتوفي في 6 ديسمبر 2015 في شيكاغو في الولايات المتحدة.

## وصلات خارجية
- ماك هيرون على موقع مرجع كرة القدم المحترفة.كوم (الإنجليزية)